# Cultura Colectiva
Cultura Colectiva es un medio de difusión y plataforma digital mexicano. Publica contenidos diseñados para ser compartidos en Redes sociales en Internet enfocados al público latinoamericano y de los Estados Unidos. Su CEO fundador es Luis Andrés Enríquez.

## Historia
La compañía fue fundada en 2013 en Ciudad de México por Jorge del Villar, Adolfo Cano y Luis Enríquez. En sus inicios fue una comunidad de Facebook bajo el nombre “Cultura Colectiva”. En 2016 lanzan CC+, una página de Facebook que publica contenido en inglés dirigido a una audiencia angloparlante. En diciembre de 2017 abren oficinas en Nueva York.
En agosto de 2017, fue el primer medio digital en entrevistar al presidente mexicano Enrique Peña Nieto. En enero de 2018 suma 30 millones de seguidores en todas sus plataformas y el sitio web recibe 17 millones de visitas mensuales, cerca de la mitad de sus usuarios son de México y la otra mitad son de Latinoamérica y los Estados Unidos.

### Financiación
En julio de 2017, Dalus Capital adquirió 15% en un trato que valúa la compañía en 482 millones de pesos (25 Millones USD).

## Contenido
La generación de contenidos está basada en el trabajo creativo de un equipo editorial, apoyado en algoritmos que predicen la aceptación de cada pieza. Para esto emplea un equipo de 10 expertos en análisis de datos que utilizan tecnología e inteligencia artificial para facilitar la toma de decisiones empresariales. Con este trabajo han apoyado a la Organización de las Naciones Unidas en una campaña para la salud de los océanos.
En 2017 la compañía trabajó en la coproducción de tres Series web @– Descansar en paz, Parte superior Diez, y Hotel Victoria.

## Críticas

### Me Too
Tras la diversificación del movimiento denuncias de acoso y abusos sexuales Me Too en diferentes espacios del ámbito profesional en México, en el que surgieron agrupaciones como músicos, escritores y agencias, una extrabajadora del medio realizó una acusación de violación dentro de las instalaciones que concluyó con su despido. La plataforma emitió un comunicado en el que se desvincula de dicha acusación argumentando haber tomado las medidas para "apoyar a la víctima en el proceso" y que la separación laboral ocurrió "por razones estrictamente laborales".

### Filtración de datos de Facebook
A principios de abril de 2019, una compañía de ciberseguridad, reveló que encontró expuestos públicamente más de 540 millones de registros de usuarios de Facebook en los que se contenía información de comportamiento así como nombres, correos electrónicos e identificadores dentro de la red social. El incidente fue catalogado similar al ocurrido con Cambridge Analytica, por lo que el Instituto Nacional de Transparencia, Acceso a la Información y Protección de Datos Personales (INAI), abrió una carpeta de investigación.